# Rudolf Janda
Rudolf Janda (15. září 1907, Frenštát pod Radhoštěm – 26. září 2000, Ostrava) byl český fotograf, který se specializoval na fotografii krajiny, obzvláště prales Mionší.

## Život a dílo
V roce 1926 absolvoval Carnotovo lyceum v Dijonu (společně s přítelem Jiřím Voskovcem) a poté Právnickou fakultu Univerzity Karlovy v Praze. Fotografoval od konce 20. let, přijímal avantgardní myšlenky Wernera Graeffa a estetiku nové věcnosti. Dokladem jsou kompozice světel a stínů, ale i práce ze Španělska a Anglie. Jako první fotograf ve třicátých letech 20. století objevil kouzlo pralesa Mionší pro veřejnost. Kromě Jandy fotografovali prales také Josef Sudek nebo Petr Helbich.
V roce 1943 se setkal s knihou Rudolfa Jandy Prales v Beskydách lékař a fotograf Petr Helbich. Kniha silně ovlivnila jeho první pokusy s fotoaparátem, který dostal od otce v roce 1946. V době vysokoškolských studií se s Rudolfem Jandou seznámil a doprovázel jej pak při fotografování na Slovensku.

## Publikace
- Prales v Beskydách, 1943
- Prales Mionší – Virgin Forest Mionší, autoři fotografií: Josef Sudek, Rudolf Janda, Herbert Thiel, Jan Byrtus, Roman Burda, Vladimír Bichler a Petr Helbich, texty Otto Hauck, Jr. a Petr Helbich, Praha : KANT, 2009, ISBN 978-80-86970-91-2